# 土井正三郎
土井 正三郎（どい しょうざぶろう、1907年〈明治40年〉12月23日 - 1992年〈平成4年〉12月18日）は、日本の経営者。三井信託銀行社長を務めた。

## 経歴
鳥取県米子市出身。土井親男の三男。生家は米子東倉吉町、鉄砲火薬の土井親男商店。
1929年に青山学院高等部商科を卒業し、同年に三井信託銀行に入行。1958年5月に取締役に就任し、1967年5月に副社長を経て、1968年11月には社長に就任。1971年5月に会長に就任し、1976年6月には相談役に就任。
1973年9月に藍綬褒章を受章し、1979年4月に勲三等旭日中綬章を受章。
1992年12月18日に急性心筋梗塞のために死去。84歳没。

## 人物
長年テニスで身体をきたえた。